# Siège de Pavie (1302)
Pour les articles homonymes, voir Siège de Pavie.
Guerres entre guelfes et gibelins
Batailles
1150 – 1200
- Vernavola (1154)
- Spolète (1155)
- Tortone (1155)
- Milan (1158)
- Siziano (1159)
- Crema (1159)
- Carcano (1160)
- Milan (1162)
- Prataporci (1167)
- Alexandrie (1174-1175)
- Legnano (1176)

1201 – 1250
- Calcinato (1201)
- Casei Gerola (1213)
- Cortenuova (1237)
- Brescia (1238)
- Faenza (1239)
- Giglio (1241)
- Viterbe (1243)
- Parme (1248)
- Fossalta (1249)
- Cingoli (1250)

1251 – 1300
- Bataille de Montebruno (1255)
- Cassano (1259)
- Montaperti (1260)
- Bénévent (1266)
- Tagliacozzo (1268)
- Colle (1269)
- Roccavione (1275)
- Desio (1277)
- Forlì (1282)
- Pieve al Toppo (1288)
- Campaldino (1289)

1301 – 1350
- Pavie (1302)
- La Lastra (1304)
- Milan (1311)
- Soncino (1312)
- Gaggiano (1313)
- Rho (1313)
- Ponte San Pietro (1313)
- Scrivia (1315)
- Montecatini (1315)
- Pavie (1315)
- Sestri (1318)
- Bardi (1321)
- Mirandola (1321)
- Gorgonzola (1323)
- Vaprio d'Adda (1324)
- Altopascio (1324)
- Zappolino (1325)
- San Felice (1332)
- San Quirico (1341)
- Gamenario (1345)

1351 – 1402
- Mirandola (1355)
- Casorate (1356)
- Solara (1356)
- Alexandrie (1391)
- Casalecchio (1402)

Le Siège de Pavie est un siège organisé en mars 1302 lorsque l'armée milanaise, menée par Galéas Ier Visconti, tente de conquérir la ville, alors gouvernée par un régime guelfe soutenu par les Langosco, comtes palatins de Lomello. Elle s'inscrit dans le cadre plus général de la guerre entre guelfes et gibelins.

## Contexte historique
La situation politique à Pavie dans les dernières décennies du XIIIe siècle est caractérisée par les affrontements entre la faction gibeline, dirigée par les Beccaria, et la faction guelfe, dirigée par les Langosco, comtes palatins de Lomello. Entre 1290 et 1300, Manfredo Beccaria parvient à imposer son contrôle sur la ville et est nommé podestat du peuple, des marchands et du collège des notaires. Cependant, en 1300, Filippone Langosco, après avoir militairement défait Manfredo, chasse les Beccaria de Pavie et impose un gouvernement dirigé par les guelfes. Initialement, les relations entre les Langosco et les Visconti sont bonnes (le père de Filippone, Riccardo, avait déjà dirigé les forces pavaises lors de la bataille de Desio, favorisant la victoire d'Ottone Visconti et l'expulsion des Della Torre). Cependant, le mariage avorté entre la fille de Mathieu Ier Visconti, Zaccarina, et Ricciardino, l'aîné de Filippone, perturbe les relations entre les deux familles. Langosco fait la guerre à Milan, mais est arrêté par Galéas Ier Visconti, qui contre-attaque en envahissant le territoire de Pavie.

## Le siège
En mars 1302, Galéas Ier Visconti, accompagné du podestat de Milan, avance avec l'armée citadine contre Pavie,. Les informations sur l'action sont rares ; il semble qu'aucun blocus de la ville n'ait été tenté, opération presque impossible sans le déploiement d'une flotte fluviale adéquate, que les Visconti ne possédaient pas à ce moment-là, étant donné que Pavie pouvait être ravitaillée et secourue par le Pô et le Tessin grâce aux alliées Plaisance et Crémone. Cependant, grâce à une attaque éclair le 23 mars, Galéas Ier a presque réussi à conquérir Pavie. Ce jour-là, en effet, ses hommes ont attaqué l'une des portes nord de la ville, la porte Santo Stefano, parvenant même à l'incendier, mais après un combat furieux, ils ont été repoussés par les habitants de Pavie.

## Issue des combats et conséquences
Le siège est un échec et les pavesans sortent donc victorieux. Nous ne savons pas quelles pertes ont été subies par les deux parties, mais elles n'ont probablement pas été négligeables, car après l'échec de l'assaut, Galéas Ier décide de lever le siège,.

## Bibliografia
- Pietro Vaccari, Profilo storico di Pavia, Pavia, Istituto Pavese di Arti Grafiche, 1932.
- Giacinto Romano, Delle relazioni tra Pavia e Milano nella formazione della signoria viscontea, in "Archivio Storico Lombardo", IX (1892).
- Giuseppe Robolini, Notizie appartenenti alla sua patria, vol. IV/1, Pavia, Fusi, 1830 (lire en ligne)